# Boseto Copper Mine
Boseto Copper Mine è una località del Botswana situata nel distretto Nordoccidentale, sottodistretto di Ngamiland East. La località non è affiliata ad alcun villaggio e, secondo il censimento del 2011, conta 392 abitanti.
Il suo nome deriva da quello dei tre villaggi vicini, Botlhatlogo, Sehithwa e Toteng e ospita un'importante miniera di rame